# Sima
Simão Teles Bacelar, mais conhecido como Sima (Miguel Alves, 7 de março de 1948), é um ex-futebolista brasileiro. É o maior goleador do futebol nordestino, e, por isso, apelidado de "Pelé do Piauí" ou "Pelé do Nordeste". Onze vezes artilheiro do Campeonato Piauiense e dez vezes campeão estadual, marcou época no estado do Piauí atuando por Piauí EC, Ríver, Tiradentes, Flamengo e Auto Esporte.

## Carreira
Nascido no povoado de Matões, município de Miguel Alves, interior do Piauí, o meia-atacante Sima começou sua carreira no Piauí EC, em 1966, depois de passar, como juvenil, pelo Leão XIII. Conquistou com o time os Campeonatos Piauienses de 1967, 1968 e 1969. Foi ainda o artilheiro do campeonato nas duas últimas conquistas e ainda em 1970 e 1971.
Em 1969 passou um mês no Sport, em período de teste, mas jogou apenas uma partida e retornou para o Piauí. Em 1971 foi emprestado ao Moto Club, sendo vendido no mesmo ano para o Bahia.
No início de 1973, transferiu-se para o Tiradentes, por vinte mil cruzeiros ("Negócio da China", segundo a revista Placar), onde conquistou o bicampeonato piauiense em 1974 e 1975, sendo de novo o artilheiro do campeonato nas duas ocasiões. Ainda foi um dos titulares do elenco do primeiro time a representar o Piauí em um Campeonato Brasileiro, em 1973.
Quando chegou ao Ríver, em 1977, foi, de cara, campeão e artilheiro disparado do Campeonato Piauiense de 1977, quando não foi expulso nem sequer tomou um cartão amarelo ao longo dos três turnos. Seus 33 gols no torneio fizeram dele o maior artilheiro dos estaduais do Brasil naquele ano e também fizeram muitos na torcida do time acreditar que ele teria uma chance na Seleção Brasileira. Não teve, mas seguiu fazendo seus gols, incluindo sete no Campeonato Brasileiro de Futebol de 1977, quando renovou contrato apenas no dia da estreia do time, depois de aguardar propostas de clubes grande do Sul, que não vieram, e graças à movimentação de empresários de Teresina, que não queriam ver seu artilheiro sair e ajudaram o clube a fazer uma proposta mais próxima do que o atleta pedia. Dos seus sete gols, quatro foram marcados naquele primeiro jogo, contra o América de Natal, o que o tornou "o grande assunto do dia" no Piauí, segundo o jornal Folha de S.Paulo. "Foi um ano de ouro e meu melhor momento no futebol", admitiria, anos depois. Nos anos seguintes, viria a se tornar o maior artilheiro da história do Ríver, com 185 gols. Também passou a só assinar contratos se ganhasse um carro 0 km como luvas e seu salário fosse o maior  do futebol no Piauí.
Conquistou ainda os Campeonatos Piauienses de 1978 e 1980 com o Ríver, assim como a artilharia em 1978 e 1979. Neste último, voltou no início do segundo turno de um empréstimo ao Leônico, da Bahia, e ajudou a acabar com uma má fase do time, incluindo uma goleada por 12 a 2 sobre o Auto Esporte. Em 1978 e 1979 tinha sido mais uma vez artilheiro do Piauiense. Entre 1981 e 1982 passou por Ferroviário (1981) e Sergipe (1982), mas voltou ao Ríver para o Campeonato Brasileiro de 1982, em que foi apresentado como a grande novidade do time. A campanha foi péssima, com oito derrotas em oito jogos, mas Sima marcou quatro dos seis gols do time, incluindo dois contra o Botafogo no Maracanã. Mais tarde, ainda naquele ano, defenderia o rival Flamengo. Depois de mais uma breve passagem pelo Ríver, chegou ao Auto Esporte em 1983 e, já veterano, passou a dar-se bem também como marcador do meio-campo adversário, conquistou o Campeonato Piauiense de 1983, quando conquistou sua última artilharia de campeonato, com 22 gols, e participou da primeira campanha do clube no Campeonato Brasileiro, em 1984. De volta ao Piauí, ganharia ainda o 1985, sendo o artilheiro do time, com oito gols. No total, foi dez vezes campeão piauiense e conquistou onze artilharias. Como era sempre o destaque do time piauiense que porventura defendesse em Campeonatos Brasileiros, não poderia ser diferente em 1986, com o Piauí: marcou três dos cinco gols do time na péssima campanha (uma vitória, um empate e seis derrotas).
Fora do Piauí, não teve grande destaque. Ele sabia que era no Piauí que se dava bem. "Fui infeliz", contou em 1985. "Em outros estados não recebi o apoio que esperava e passei por problemas pessoais." Ainda assim, conquistou o Sergipano de 1982 com o Sergipe.
Os 529 gols que marcou ao longo de sua carreira credenciam-no como um dos doze maiores artilheiros brasileiros em todos os tempos — levantamento do livro Grandes Clubes Brasileiros, de Marcelo Migueres e Celso Dario Unzelte, entretanto, credita a ele 530 gols —, mas ele proclamava ter feito muito mais — em 1986 ele contabilizava 880 gols, o que faria dele o maior artilheiro brasileiro em atividade então. Em 1977, por exemplo, dizia que já tinha marcado 555 gols. Em 1985 a conta tinha aumentado para 867. Pelas suas contribuições ao futebol piauiense, nesse mesmo ano foi agraciado com a comenda da Ordem do Mérito Renascença, mais alta condecoração do estado, pelo governador Hugo Napoleão. Pesquisa do jornalista Severino Filho para o site AcessePiauí mostra que Sima é ainda o maior artilheiro do futebol piauiense, com 265 gols marcados entre 1966 e 1987, quando encerrou a carreira pelo Ríver, 180 gols à frente dos segundos colocados. Sem nunca ter sido expulso ao longo dos 565 jogos que disputou em sua carreira, ganhou o Prêmio Belfort Duarte em janeiro de 2000, dado aos atletas que nunca foram punidos pela Justiça Desportiva e que já pleiteava desde 1977.
Depois de mais uma breve passagem pelo Ríver, em 1987, pendurou as chuteiras, aos 39 anos. Hoje, trabalha como instrutor de futebol em escolinhas da Secretaria Municipal de Esportes e Lazer da prefeitura de Teresina.
Em 2014, ganhou uma homenagem: a versão regional do Prêmio Arthur Friedenreich, dado anualmente ao artilheiro do Nordeste no ano, recebeu o nome de Prêmio Sima em sua homenagem.

## Títulos
Piauí
- Campeonato Piauiense: 1966, 1967, 1968 e 1969
- Taça Estado do Piauí: 1968

Tiradentes
- Campeonato Piauiense: 1974 e 1975

Ríver
- Campeonato Piauiense: 1977, 1978, 1980

Auto Esporte
- Campeonato Piauiense: 1983

### Artilharias
- Campeonato Piauiense (11): 1968, 1969, 1970, 1971, 1974, 1975, 1977, 1978, 1979, 1983, 1987